# Rose Eisner-Marquart
Rosa L. „Rose“ Eisner-Marquart, geborene Rose Eisner (* 12. April 1883 in Myslowitz, Oberschlesien; † 15. Oktober 1940 in Berlin) war eine deutsche Illustratorin, Malerin und Grafikerin jüdischer Herkunft.

## Leben
Eisner-Marquart war eine Tochter von Max Eisner und Martha (geborene Persikaner). Sie studierte an der Königlichen Kunst- und Kunstgewerbeschule in Breslau (ab 1911 Kunstakademie) bei Anna von Gritschker-Kunzendorf, in München bei Bernhard Buttersack und später bei Jean-Paul Laurens an der Académie Julian in Paris.
Nach ihrer Rückkehr nach Breslau eröffnete sie ein Schüleratelier, das sie in den Jahren 1907 bis 1912 betrieb. Sie war auch für ihre Entwürfe von Exlibris bekannt und fertigte Porträts und Landschaftsbilder. 1912 zog sie nach Berlin-Charlottenburg um und lebte dort zuletzt im Stadtteil Friedenau. 1919 heiratete sie den Ingenieur Otto Marquart. Sie starb 1940 im Alter von 57 Jahren in der Berliner Charité an Krebs.